# Noah Wyle
Noah Strausser Speer Wyle, född 4 juni 1971 i Hollywood, Los Angeles, Kalifornien, är en amerikansk skådespelare. Han är mest känd för sina roller i TV-serierna Cityakuten och Falling Skies. Han har även huvudrollen i de tre filmerna om The Librarian.

## Filmografi, i urval
- 1992 – På heder och samvete
- 1993 – Swing Kids
- 1994–2005 – Cityakuten (TV-serie)
- 1995 – Vänner (TV-serie)
- 1997 – The Myth of Fingerprints
- 1999 – Pirates of Silicon Valley (TV-film)
- 2001 – Donnie Darko
- 2002 – En kvinnas hämnd
- 2002 – Vit oleander
- 2004 – The Librarian: Quest for the Spear (TV-film)
- 2006 – The Librarian: Return to King Solomon's Mines (TV-film)
- 2008 – W.
- 2008 – The Librarian: The Curse of the Judas Chalice (TV-film)
- 2014–2018 – The Librarians (TV-serie) (23 avsnitt)
- 2015 – Falling Skies (TV-serie)
- 2025 - The Pitt